# Agent Bulldogg
Agent Bulldogg är ett svenskt Oi!-band från Stockholm som startades kring 1986.

## Medlemmar
- Andreas - Gitarr
- Thomas - Sång
- Magnus - Trummor, sång
- J.H - Bas

Numera är agent bulldogg:
Thomas - Sång Arthur - Gitarr
Robert - Gitarr Jens - Bas
Tobbe - Trummor

## Diskografi

### Album
- Ett tusen glas
- Livsstil

### EP/singlar
- Sons of Sweden 2012 Split med Antipati
- Oi the superheroes 2012
- Agent Bulldogg/Templars split 2013
- Vi är tillbaks 2013

### Samlingsskivor
- Nordland 1989
- Oi I'ts a world league 1992
- A Clockwork orange skin 1994 (bootleg)
- Carolus Rex 1994
- Sista Rycket 1997
- Oi! Rare and exotica 1998 (bootleg)
- Screams from the gutter 1998
- Tribute to Madness 1998
- Brewed in Sweden 2001
- Brewed in Sweden 2 2002
- Brewed in Sweden 3 2004
- Oi The support 2011

### DVD/VHS
- Live 1993 Ainaskin videos
- Pretty Shitty Kjell 2011 - Med Angelic Upstarts, The Business, Evil Conduct, Clockwork Crew, Major Accident, The Chlichés, Antipati
- Pretty Shitty Kjell 2012 - Med The 4-skins, Cockney Rejects, Anti-nowhere League, The Last Resort, Section 5, Superyob, Guttersnipe